# Qu Chunyu
Qu Chunyu (chiń. 曲春雨; ur. 20 lipca 1996 w Bei’an) – chińska łyżwiarka szybka specjalizująca się w short tracku, dwukrotna olimpijka (2018 i 2022), mistrzyni olimpijska z Pekinu 2022 i mistrzyni świata.
Mieszka w Harbinie.

## Wyniki

### Igrzyska olimpijskie
- Pjongczang 2018
  - 500 m – 7. miejsce
  - 1000 m – 8. miejsce
  - sztafeta kobiet – 7. miejsce
- Pekin 2022
  - 500 m – 10. miejsce
  - 1000 m – 13. miejsce
  - sztafeta kobiet – 3. miejsce
  - sztafeta mieszana – 1. miejsce

### Mistrzostwa świata
- Seul 2016
  - 500 m - 3. miejsce
  - 1000 m - 4. miejsce
  - 1500 m - 19. miejsce
  - wielobój - 7. miejsce
  - sztafeta kobiet - 4. miejsce
- Rotterdam 2017
  - sztafeta kobiet - 1. miejsce
- Montreal 2018
  - 500 m - 3. miejsce
  - 1000 m - 40. miejsce
  - 1500 m - 20. miejsce
  - wielobój - 8. miejsce
  - sztafeta kobiet - 9. miejsce
- Sofia 2019
  - 500 m - 8. miejsce
  - 1000 m - 10. miejsce
  - 1500 m - 43. miejsce
  - wielobój - 20. miejsce

### Igrzyska olimpijskie młodzieży
- Innsbruck 2012
  - 500 m - 8. miejsce
  - 1000 m - 7. miejsce
  - sztafeta kobiet - 2. miejsce